# Orchestina
Orchestina är ett släkte av spindlar. Orchestina ingår i familjen dansspindlar.

## Dottertaxa tillOrchestina, i alfabetisk ordning[1]
- Orchestina aerumnae
- Orchestina algerica
- Orchestina arabica
- Orchestina bedu
- Orchestina cincta
- Orchestina dalmasi
- Orchestina dentifera
- Orchestina dubia
- Orchestina ebriola
- Orchestina elegans
- Orchestina flagella
- Orchestina flava
- Orchestina foa
- Orchestina hammamali
- Orchestina justini
- Orchestina lahj
- Orchestina launcestoniensis
- Orchestina longipes
- Orchestina manicata
- Orchestina maureen
- Orchestina minutissima
- Orchestina mirabilis
- Orchestina moaba
- Orchestina nadleri
- Orchestina obscura
- Orchestina okitsui
- Orchestina paupercula
- Orchestina pavesii
- Orchestina pavesiiformis
- Orchestina pilifera
- Orchestina saltabunda
- Orchestina saltitans
- Orchestina sanguinea
- Orchestina sechellorum
- Orchestina sedotmikha
- Orchestina setosa
- Orchestina simoni
- Orchestina sinensis
- Orchestina striata
- Orchestina thoracica
- Orchestina tubifera
- Orchestina utahana
- Orchestina vainuia